# Future of the Past (álbum de Vader)
Future of the Past es el primer álbum de versiones de la banda de Death Metal, Vader. Este álbum consiste en las grandes influencias de esta gran banda polaca.
Lista de temas
| Future of the Past |                                                            |          |  |
| N.º                | Título                                                     | Duración |  |
| 1.                 | «Outbreak of Evil (versionando a Sodom)»                   | 2:05     |  |
| 2.                 | «Flag of Hate (versionando a Kreator)»                     | 3:11     |  |
| 3.                 | «Storm of Stress (versionando a Terrorizer)»               | 1:15     |  |
| 4.                 | «Death Metal (versionando a Possessed)»                    | 2:38     |  |
| 5.                 | «Fear of Napalm (versionando a Terrorizer)»                | 2:45     |  |
| 6.                 | «Merciless Death (versionando a Dark Angel)»               | 4:05     |  |
| 7.                 | «Dethroned Emperor (Warrior) (versionando a Celtic Frost)» | 4:06     |  |
| 8.                 | «Silent Scream (versionando a Slayer)»                     | 2:56     |  |
| 9.                 | «We Are the League (versionando a Anti-Nowhere League)»    | 2:35     |  |
| 10.                | «I.F.Y. (versionando a Depeche Mode)»                      | 4:20     |  |
| 11.                | «Black Sabbath (versionando a Black Sabbath)»              | 6:19     |  |
| 36:15              |                                                            |          |  |

- Datos: Q1475636